# تورالف انیان
تورالف انیان (انگلیسی: Toralf Engan؛ زادهٔ ۱ اکتبر ۱۹۳۶) اسکی‌باز پرش اهل نروژ بود.
وی در مسابقات کشوری و بین‌المللی در مجموع برندهٔ ۲ مدال طلا، ۱ مدال نقره شده‌است.